# نارون سفید
نارون سفید (نام علمی:  Ulmus laevis) نام یک گونه از سرده نارون است.